# RKM and Ken-Y
Pour les articles homonymes, voir RKM.

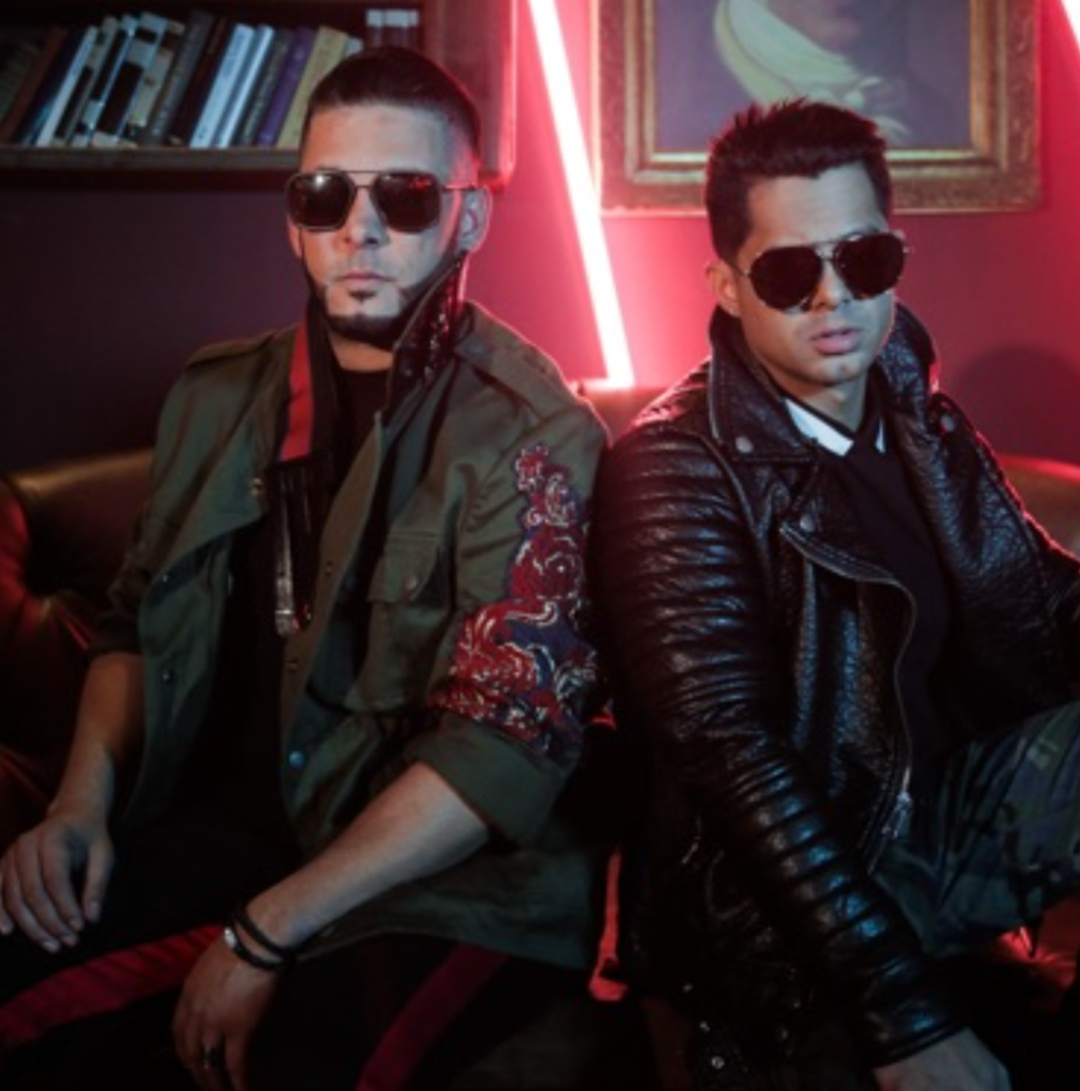
RKM et Ken-Y

José Nieves (Rakim) et Kenny Vázquez (Ken-Y) alias RKM and Ken-Y est un duo de reggaeton originaire de Gurabo à Puerto Rico. Ils lancent le groupe en 2003, et signent avec l'influent label Pina Records. Leur premier album The Masterpiece est un grand succès. Ils se séparent en 2013.
Ils ont pour particularité de ne pas posséder de contenu machiste ni le thème de la drogue, thèmes repris par de nombreux groupes de reggae-ton, de rappeurs et du hip hop. Nicky Jam essayent de fusionner le reggaeton et musique pop afin de marquer certaines différences par rapport au milieu du bling bling.

## Discographie
- Masterpiece
- Si la ves
- Me estoy muriendo
- Me Matas
- Tengo un amor
- Un Sueño
- Quiero conocerte
- Mayor que yo
- Dame lo que quiero
- Down